# Leen Huet
Leen Huet (Hoogstraten, 1966) is een Belgisch auteur van romans, literaire non-fictie en essays. Ze studeerde kunstgeschiedenis en filosofie aan de Katholieke Universiteit Leuven.
In 2006 maakte ze de eerste Nederlandse vertaling van Rubens' brieven. Samen met Jan Grieten schreef ze in 2010 een biografie van Rubens' vriend, de Antwerpse burgemeester Nicolaas Rockox.

## Publicaties (selectie)
- Belgisch museumboek. Reis langs 21 musea, 1996 (met Jan Grieten)
- Oud papier, 1998 - heruitgegeven in 2021
- Oude meesteressen. Vrouwelijke kunstenaars in de Nederlanden, 1998 (met Jan Grieten)
- De kunstkamer, 2001
- Turnhout. Onverwachte schrijvers in een kleine stad, 2002
- Mijn België, 2004
- Almanak, 2005 (roman)
- Venetië. Een literaire reis, 2005
- De brieven van Rubens. Een bloemlezing uit de correspondentie van Pieter Paul Rubens, 2006
- Eenoog, 2009 (roman)
- Nicolaas Rockox 1560-1640. Burgemeester van de Gouden Eeuw, 2010 (met Jan Grieten)
- Pieter Bruegel. De biografie, 2016
- Nest, 2018
- De man van haar leven, 2018